# Station Carpenders Park
Carpenders Park is een spoorwegstation van London Overground aan de Watford DC Line. 

## Geschiedenis
Op 20 juli 1837 werd het eerste deel van de London and Birmingham Railway  (L&BR), onderdeel van de West Coast Main Line (WCML), geopend met tussen Euston en Watford alleen een station bij Harrow, de hele lijn tussen Londen en Birmingham was gereed op 9 april 1838. In het begin van de twintigste eeuw kwam de London and North Western Railway (LNWR) met een plan voor een elektrische voorstadslijn (“New Line”) tussen Euston en Watford. Deze voorstadslijn werd gebouwd tussen 1910 en 1912 en kreeg, als verwijzing naar de gebruikte gelijkstroom -DC in het Engels-, de naam Watford DC Line. 
Op 1 april 1914 werd een station ingevoegd om de golfbaan van Carpenders Park te bedienen. Het station bestond toen uit een houten gebouwtje met een loopbrug tussen de perrons. Op 1 januari 1917 werd het station gesloten en na afloop van de Eerste Wereldoorlog werd de reizigersdienst op 5 mei 1919 hervat door de London Electric Railway in de vorm van de Baker Street & Waterloo Railway, de latere Bakerloo line.
De diensten van de Watford DC Line zelf stopten pas vanaf 10 juli 1922 weer bij Carpenders Park.  
Op 17 november 1952 werd ongeveer 210 meter ten zuiden van de halte uit 1914 ter vervanging een stenen station geopend. Het stationsgebouw werd opgetrokken op een eilandperron tussen de sporen. Het is bereikbaar via een overdekte hellingbaan aan de noordkant die uitkomt op de voetgangerstunnel die oost-west onder de sporen ligt.   

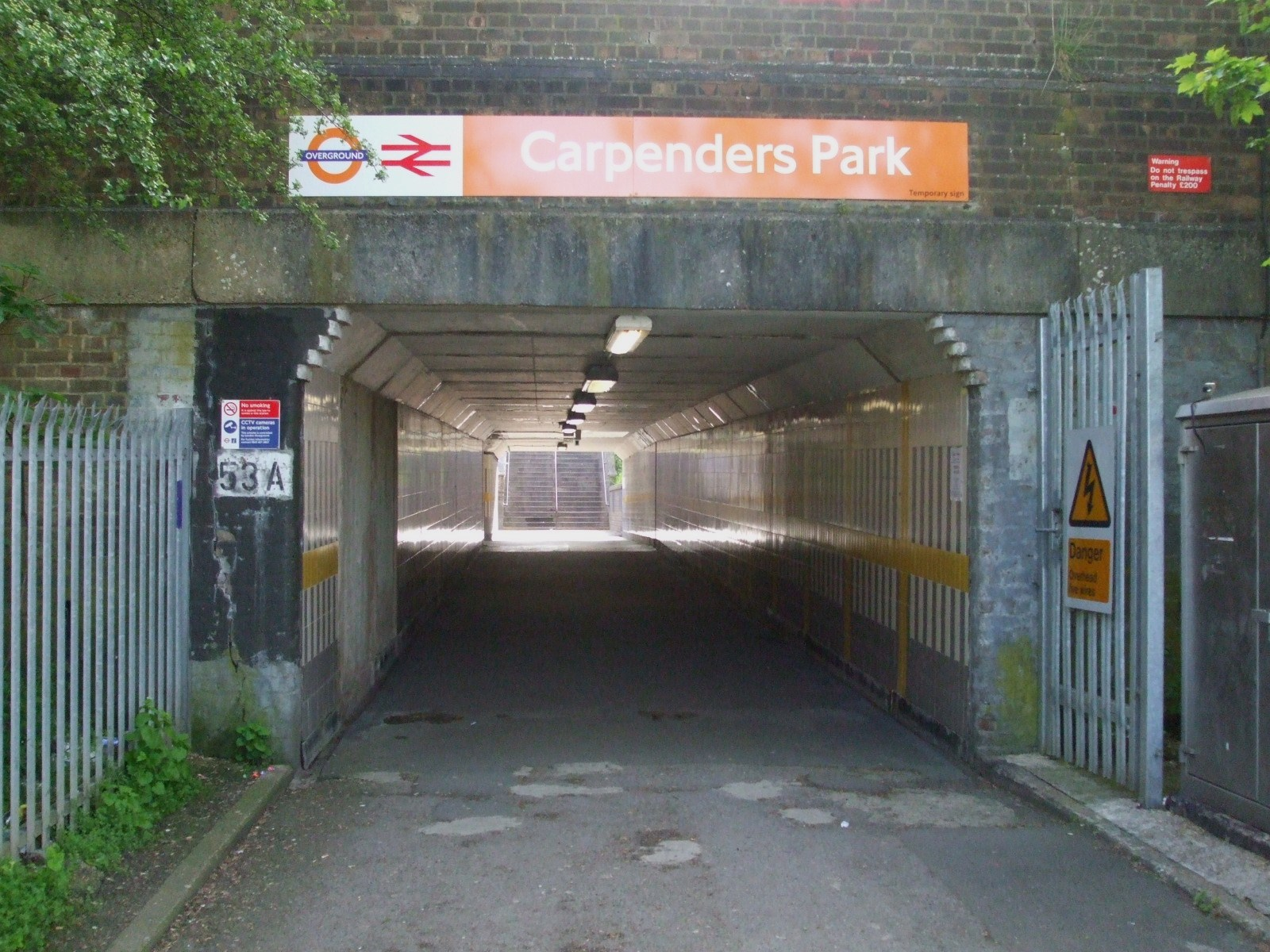
De voetgangerstunnel gezien uit het oosten.
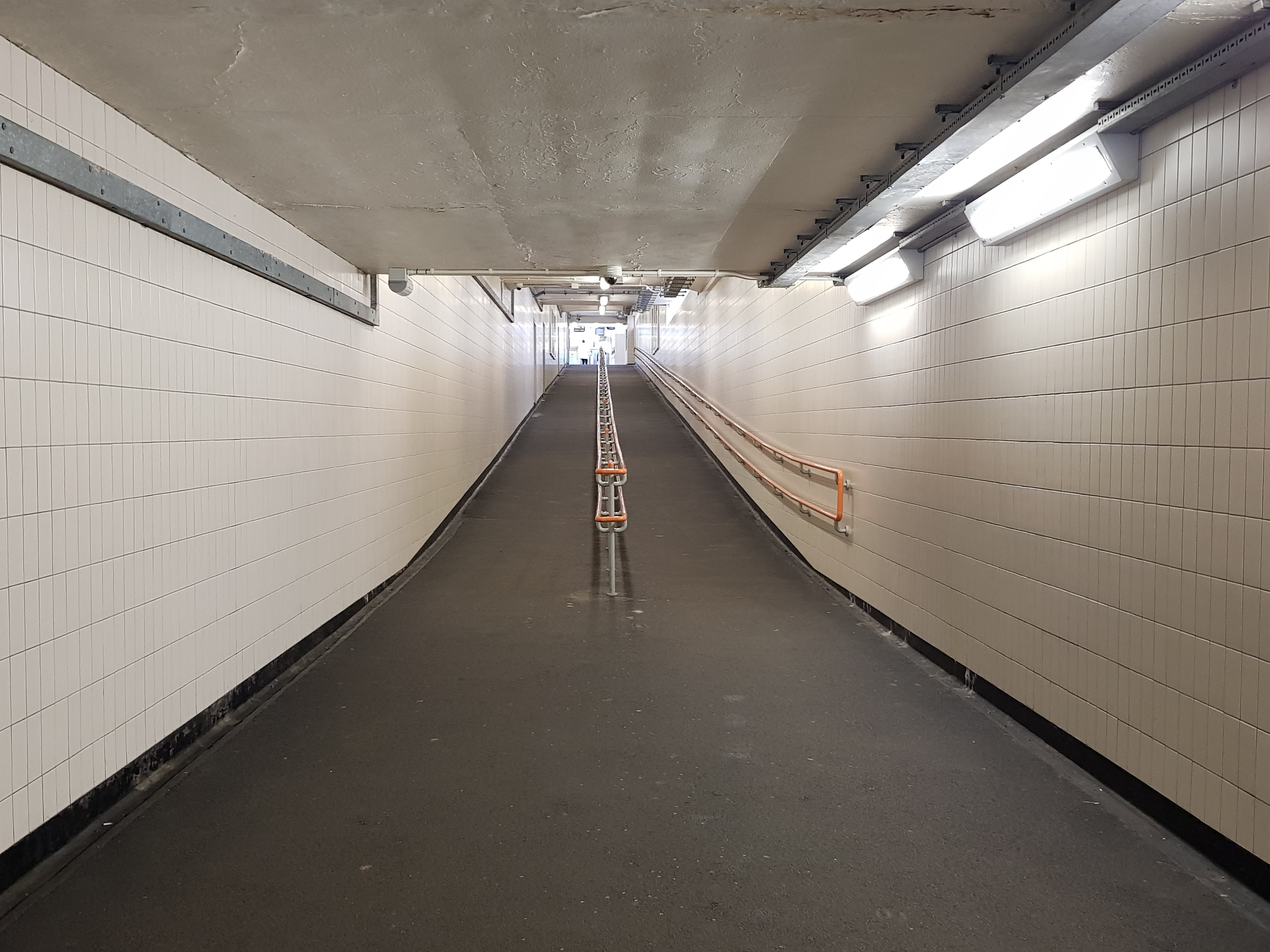
De hellingbaan tussen tunnel en stationshal.
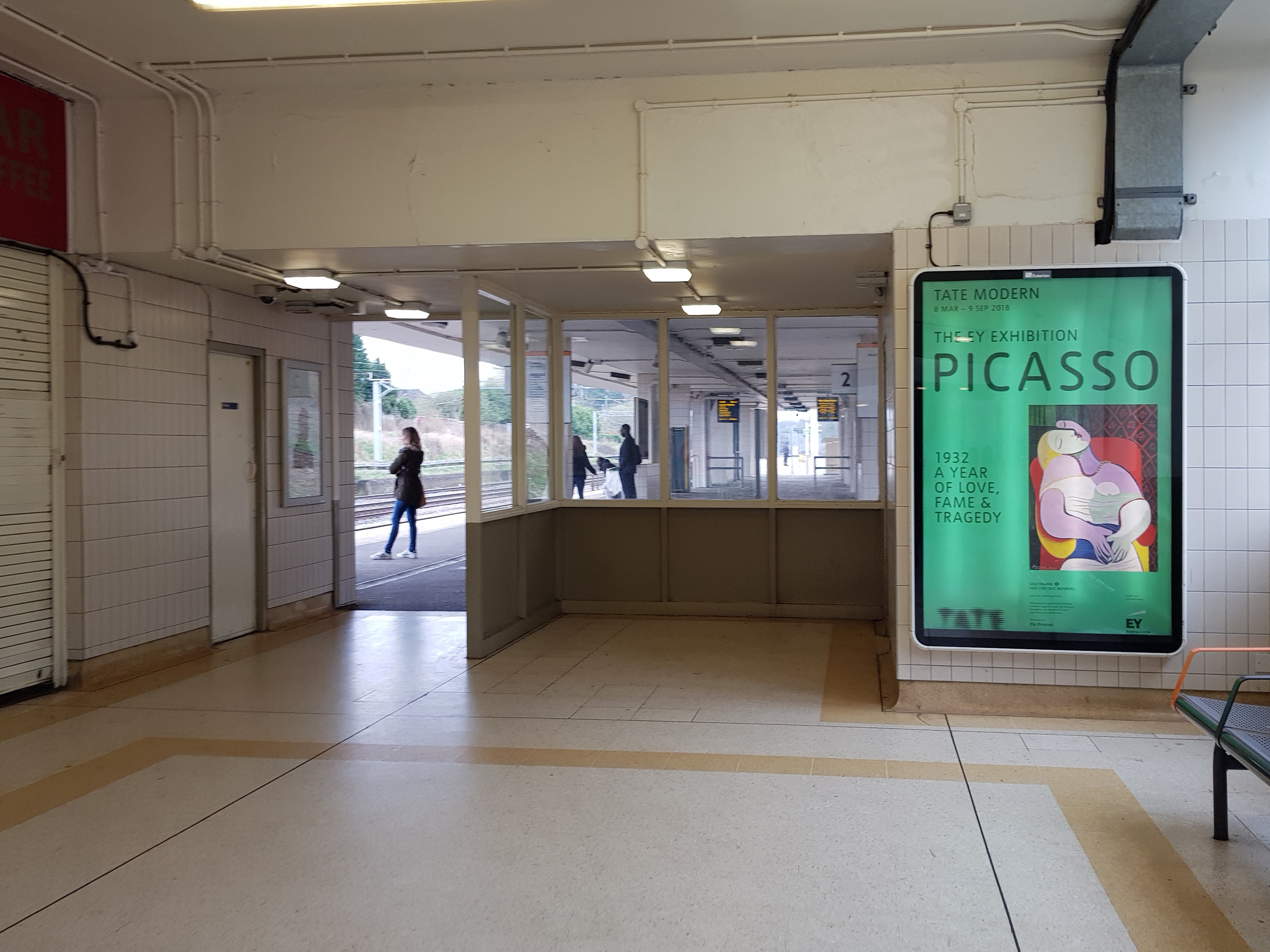
De stationshal.

## Reizigersdienst
De treindiensten werden tussen aanvankelijk verzorgd door de LNWR en op 5 mei 1919 nam de metro de dienst over. De metro gebruikte hiertoe ten noordwesten van Queen's Park de sporen van de Watford DC Line. Op 10 juli 1922 hervatte de LNWR ook haar diensten op Carpenders Park waarop er tot 24 september 1982 sprake was van een gemengd trein/metro bedrijf. De Britse spoorwegen werden in 1948 genationaliseerd in British Rail, in de jaren tachtig van de twintigste eeuw werd British Rail gesplitst en in de jaren negentig volgde privatisering. Zodoende kwamen het station en de lijn in 1997 in handen van Silverlink. In 2007 werd Silverlink in delen verkocht waarbij de Londense voorstadsdiensten weer in handen van de overheid kwamen. Sinds november 2007 worden national rail-diensten, geëxploiteerd door London Overground Rail Operations o.g.v. een overeenkomst met Transport for London onder het merk London Overground, begin 2010 werden OV-poortjes geplaatst. In de normale dienst rijdt iedere 15 minuten een trein in beide richtingen.De gemiddelde reistijd naar Watford Junction is 8 minuten en naar London Euston 44 minuten.
Station London Euston · South Hampstead · Kilburn High Road · Queen's Park · Kensal Green · Willesden Junction · Harlesden · Stonebridge Park · Wembley Central · North Wembley · South Kenton · Kenton · Harrow & Wealdstone · Headstone Lane · Hatch End · Carpenders Park · Bushey · Watford High Street · Watford Junction